# Joseph Niedhammer

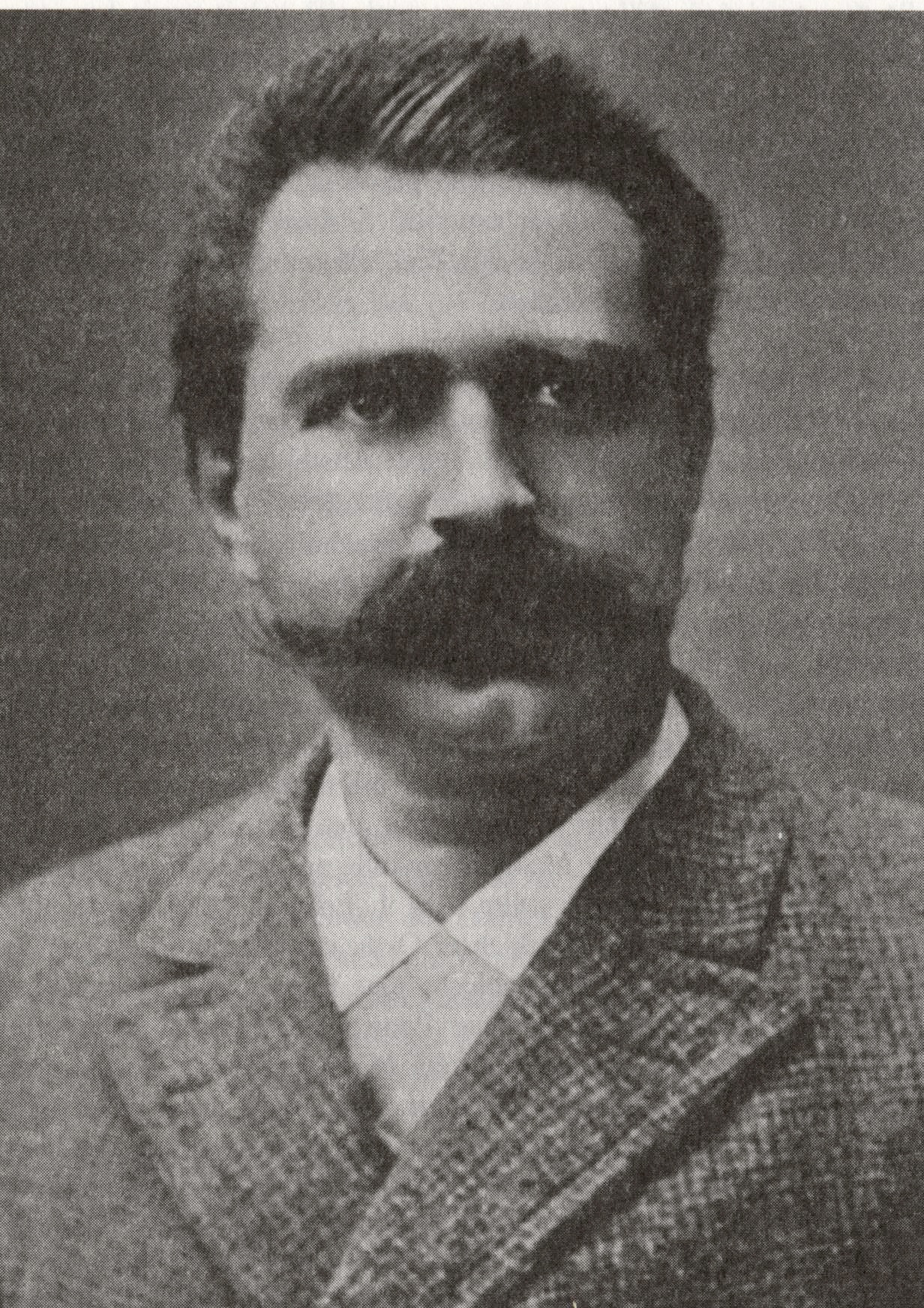
Joseph Niedhammer um 1890

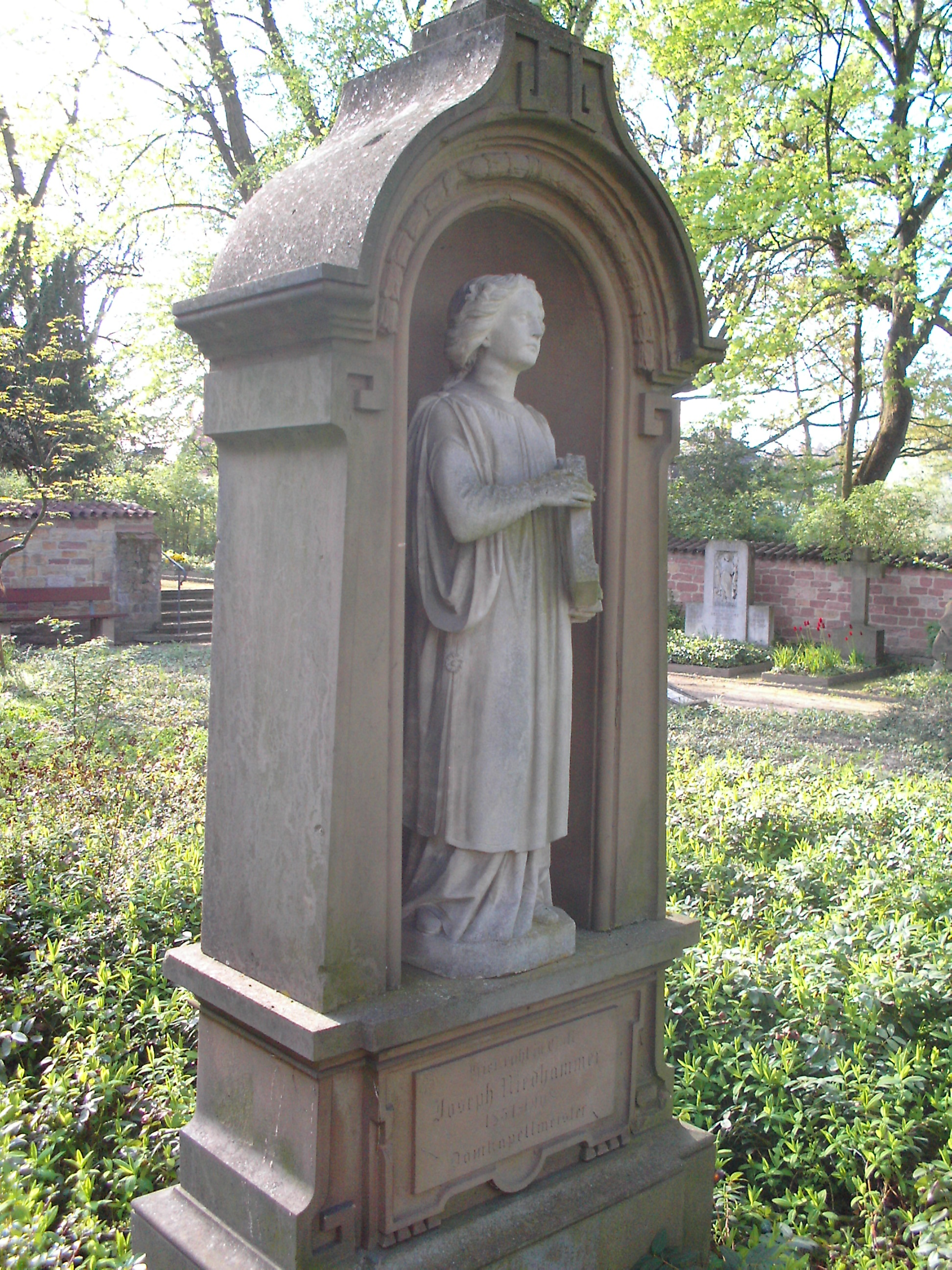
Grabdenkmal Joseph Niedhammers, Speyer Domkapitelsfriedhof bei St. Bernhard

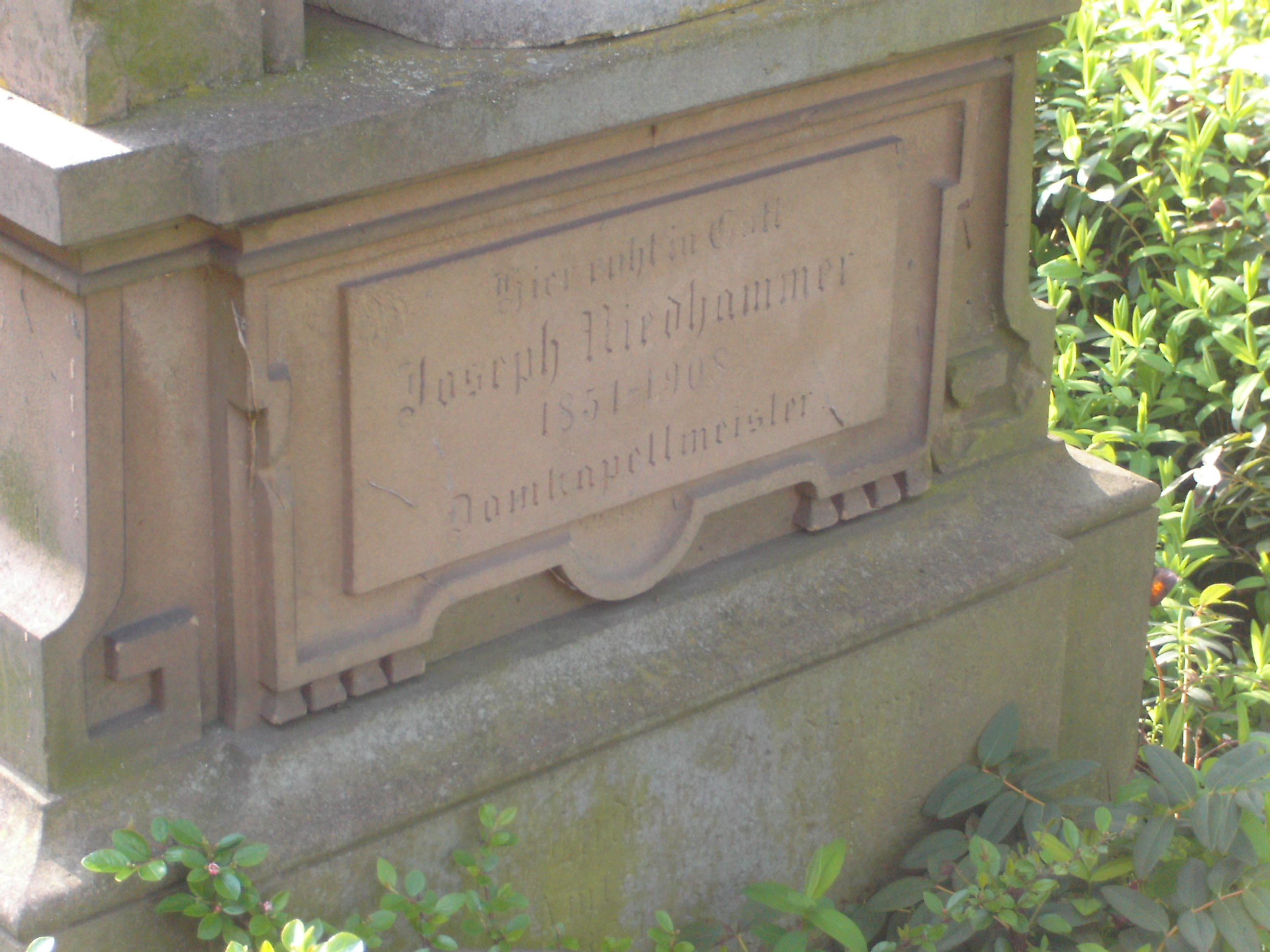
Grabinschrift

Joseph Niedhammer (* 8. März 1851 in Wachenheim an der Weinstraße; † 29. Juni 1908 in Speyer) war ein deutscher Komponist und Domkapellmeister in Speyer.

## Leben

### Herkunft und frühes Wirken
Niedhammer wurde 1851 in Wachenheim als Sohn des Winzers Adam Niedhammer und dessen Ehefrau Elisabeth geb. Hefele geboren. 1866 bis 1868 besuchte er als Student die kath. Schullehrerbildungsanstalt in Speyer, wo ihm Johann Baptist Benz zum musikalischen Lehrer und Mentor wurde. Nach dem Abschluss der Lehrerausbildung blieb er von 1869 bis 1872 als 1. Seminarhilfslehrer am gleichen Institut. In dieser Eigenschaft hatte er die Aufsicht im zugehörigen Internat zu führen und Fachunterricht in der Seminarschule zu erteilen. Danach amtierte er als Volksschullehrer in Neustadt und ging schließlich nach München, um sich in Kirchenmusik fortzubilden, für die er großes Interesse und Begabung zeigte. Ab 1. Januar 1874 wirkte er als Lehrer an der Präparandenschule (Lehrerausbildungsseminar) zu Blieskastel. Dort unterrichtete er die angehenden Pädagogen in Musik, Deutsch, Geschichte und Religion. Schon hier entfaltete er eine reiche musikalische Tätigkeit, fungierte zusätzlich als Organist und leitete den örtlichen Kirchenchor. Unter seiner Ägide wurde für das Lehrerseminar Blieskastel 1879 die Orgel Opus 363 der Fa. Walcker angeschafft, die sich heute im katholischen Teil der Stiftskirche Neustadt befindet. Joseph Niedhammer hat auf dem noch unverändert erhaltenen „deutsch-romantischen“ Instrument sehr oft gespielt, unterrichtet und komponiert.

### Domkapellmeister und Komponist
Am 1. Februar 1887 ging Anton Häfele, Musiklehrer der Lehrerbildungsanstalt Speyer, gleichzeitig Domorganist und Domkapellmeister, in Pension. Das bayerische Kultusministerium entschied sich für Joseph Niedhammer als Nachfolger im Schuldienst. Er trat die Stelle am Tag der Pensionierung seines Vorgängers an. In Speyer brauchte er an der Lehreranstalt nur das Fach Musik zu unterrichten. Niedhammer erhielt 1888 von Bischof Georg von Ehrler auch die Ernennung zum Domorganisten und Domkapellmeister. Dieses Amt bekleidete er bis 1908. Daneben war er auch eifrig als Komponist tätig, wenngleich seine Werke heute nahezu vergessen sind. Im Notenbestand auf der Web-Seite des Elsässischen Cäcilien-Vereins sind im Notenrepertoire derzeit noch zwei Werke von Niedhammer verzeichnet, und zwar eine 11-seitige, lateinische, a-cappella-Motette mit dem Titel Tu es Petrus (Pustet Verlag) und ein 2-seitiges deutsches Herz-Jesu-Lied mit dem Titel: Mein Herz erglüht (Verlag Anton Böhm). Beide Kompositionen sind von 1903. Unter dem Titel Germanus und Romanus (Speyer 1901) existiert auch ein deutsches Festspiel von ihm. In dem Buch Geschichte der Lehrerbildungsanstalt Speyer (1978) heißt es über Niedhammers Werke: „Von seinen kirchlichen Kompositionen erklingt noch heute die eine oder andere mehrstimmige Messe beim Kapitelsamt im Dom zu Speyer.“
Der Nachruf zum 100. Geburtstag, im Pilger Nr. 44 von 1951 konstatiert:

„Er wurde 1888 zum Domkapellmeister ernannt und führte den Domchor zu ungeahnter Höhe. Mit Begeisterung und Können pflegte er die damals aufblühende cäcilianische Bewegung (kath. Kirchenchorvereinigung) die in der Vorkriegszeit (vor 1914) eine außerordentliche Befruchtung auf kirchenmusikalischem Gebiete brachte. Aus einer Vermählung romantischen Klangefühls und gregorianischer Vergeistigung entstanden seine zahlreichen Kompositionen, die in vielen deutschen Gotteshäusern gesungen wurden. Wenn auch noch dem Geschmack seiner Zeit verhaftet wurde er doch durch die betonte Pflege des gregorianischen Chorals zu einem Bahnbrecher der heutigen kirchenmusikalischen Entwicklung. Niedhammer war ein begnadeter Meister der Orgel und seine Improvisationen waren berühmt. Zahlreiche pfälzische Lehrer bildete er als Organisten und Chorerzieher aus […] alle die das Glück hatten in der Schule dieses trefflichen und tieffrommen Mannes ausgebildet zu werden, bewahren ihm ein dankbares Andenken.“

Ein bekanntes Werk des Pfälzer Komponisten ist auch seine dem Hl. König Ludwig gewidmete Messe Op. 10 Missa in honorem Sancti Ludovici Regis für gemischten Chor, verlegt bei Schwann, in Düsseldorf. Seinerzeit berühmt wurde sein 8-stimmiges Kaiserrequiem, das er speziell zur Wiederbestattung der im Speyerer Dom begrabenen Deutschen Kaiser, nach Abschluss der Gruftrenovierung komponierte. In dem Büchlein Die Öffnung der Kaisergräber im Dom zu Speyer von Domvikar Jakob Baumann heißt es dazu:

„10. Juli 1906. Der Dom hatte großen Trauerschmuck angelegt. Im Königschore waren Plätze für die Vertreter des Prinzregenten und des Kaisers von Österreich reserviert […] Um ¾ 10 Uhr empfing die Domgeistlichkeit den hochwürdigsten Herrn Bischof Dr. Konrad von Busch am Domportal und geleitete ihn zum Hochaltar, wo er alsbald ein feierliches Pontifikalamt zelebrierte, zu welchem der Domchor ein eigens von dem Ritter des Silvesterordens, Domkapellmeister Niedhammer komponiertes, ergreifendes Kaiserrequiem vortrug.“

Wie bereits in dem Buch-Zitat erwähnt, war Niedhammer mit dem päpstlichen Silvesterorden
ausgezeichnet worden. Seine Stelle an der Lehrerbildungsanstalt musste er 1905 krankheitsbedingt aufgeben, als Domkapellmeister wirkte er bis zu seinem Tod. Er wurde auf dem alten Friedhof zu Speyer begraben, der Grabstein befindet sich heute auf dem dortigen Domkapitelsfriedhof neben der St. Bernhardskirche. Das prächtige Grabmal mit einer Figur der Hl. Cäcilia, Patronin der Kirchenmusik, stifteten 1911 die Cäcilienvereine der Pfalz.